# Cách mạng Quyền lực Nhân dân
Cách mạng Quyền lực Nhân dân (còn gọi là Cách mạng EDSA và Cách mạng Philippines 1986) là một loạt hành động thị uy của quần chúng tại Philippines bắt đầu vào năm 1983 và đạt đỉnh trong ngày 22-25 tháng 2 năm 1986. Đây là một chiến dịch bất phục tùng dân sự duy trì liên tục chống lại bạo lực của chế độ và gian lận bầu cử. Cách mạng bất bạo động khiến Tổng thống Ferdinand Marcos phải lưu vong và khôi phục chế độ dân chủ tại Philippines.
Sự kiện cũng được gọi là Cách mạng Vàng do các ruy băng màu vàng xuất hiện trong các buổi thị uy sau khi Thượng nghị sĩ Benigno "Ninoy" Aquino, Jr. bị ám sát Nó được nhận định phổ biến là một chiến thắng của nhân dân chống lại chế độ độc tài kéo dài 20 năm, chế độ đàn áp của tổng thống đương thời Ferdinand Marcos, và được tóm tắt tiêu đề tin chính là "cuộc cách mạng khiến thế giới ngạc nhiên".
Đa số các buổi thị uy diễn ra trên một đoạn dài của Đại lộ Epifanio de los Santos thuộc Metro Manila từ ngày 22 đến 25 tháng 2 năm 1986. Có đến hơn hai triệu thường dân Philippines tham dự thị uy, cùng với đó là một số tổ chức chính trị và quân sự, và các tổ chức tôn giáo dưới quyền lãnh đạo của Tổng giám mục Manila Jaime Sin và Tổng giám mục Cebu Ricardo Vidal. Các cuộc kháng nghị được kích động từ những kháng cự và phản đối trong nhiều năm trước cách cai trị tham nhũng của Marcos, đỉnh điểm là việc nhà độc tài phải rời khỏi Cung điện Malacañang để sang Hawaii lưu vong. Corazon Aquino được tuyên bố là tổng thống của Philippines sau cách mạng.

## Bối cảnh và lịch sử

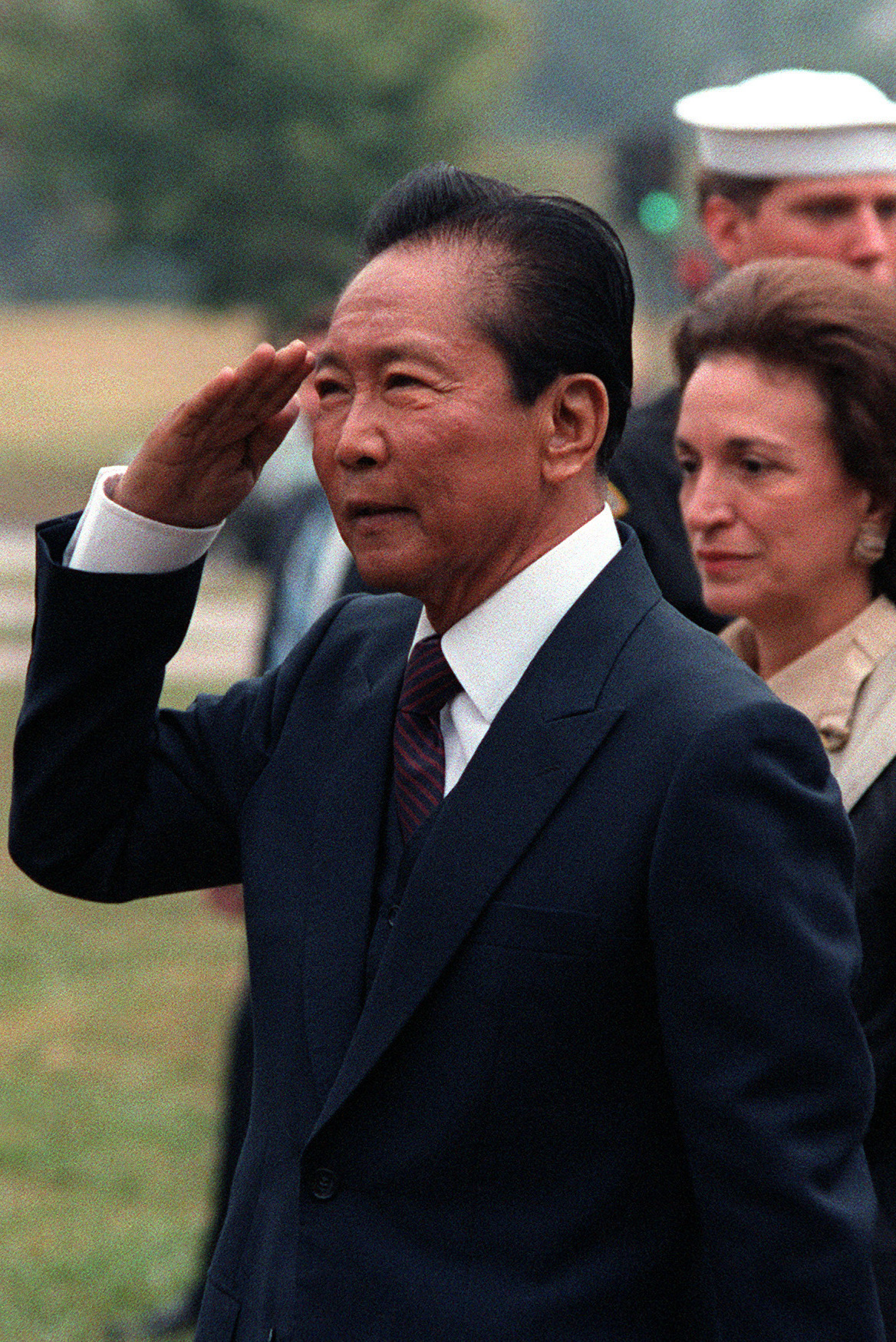
Tổng thống Ferdinand Marcos

Ferdinand E. Marcos đắc cử tổng thống vào năm 1965, chiến thắng tổng thống đương nhiệm là Diosdado Macapagal với tỷ lệ 52% so với 43%. Trong thời gian này, Marcos rất tích cực khởi xướng các dự án công trình công cộng và tăng cường thu thuế. Marcos và chính phủ của mình tuyên bố rằng họ "xây thêm nhiều đường hơn toàn bộ những người tiền nhiệm cộng lại, và nhiều trường học hơn bất kỳ chính phủ nào trước đó." Trong khi bị các đảng đối lập cáo buộc mua phiếu và gian lận bầu cử, Marcos tái đắc cử tổng thống vào năm 1969, lần này đối thủ của ông là Sergio Osmeña, Jr..
Nhiệm kỳ tổng thống thứ nhì của Marcos bị ảnh hưởng từ các cáo buộc của Đảng Tự do đối lập về nạn tham nhũng tràn lan. Theo những phần tử cánh tả nổi loạn trong "Bão táp Quý I" năm 1970, gia tăng chênh lệch của cải giữa những người rất giàu và rất nghèo vốn chiếm đa số dân chúng Philippines dẫn đến gia tăng tội phạm và bất ổn dân sự trên toàn quốc. Các yếu tố này, bao gồm sự kiện Quân đội Nhân dân Mới thành lập vào năm 1968 nhân sinh nhật Mao Trạch Đông, một cuộc khởi nghĩa cộng sản được Trung Quốc ủng hộ về tài chính và quân sự, và một phong trào ly khai Hồi giáo đẫm máu tại đảo Mindanao do Mặt trận Giải phóng Dân tộc Moro lãnh đạo với hậu thuẫn từ Malaysia và cũng bị cáo buộc là từ Thượng nghị sĩ Đảng Tự do Ninoy Aquino, góp phần gia tăng nhanh chóng nỗi bất mãn của dân chúng và náo loạn trong nước.
Ngày 23 tháng 9 năm 1972, viện lý do 15 sự kiện đánh bom và một cuộc khởi nghĩa cộng sản vũ trang dâng cao, Marcos tuyên bố thiết quân luật bằng một tuyên cáo tổng thống. The Washington Post tiết lộ vào năm 1989 rằng những người cộng sản âm mưu vụ đánh bom Plaza Miranda vào năm 1971 để kích động Marcos đàn áp thắng tay các đối thủ của mình và do đó khiến họ gia tăhg thành viên mới để sử dụng viện trợ vũ khí và tài chính từ Trung Quốc.
Thiết quân luật được 90,77% cử tri thông qua trong trưng cầu dân ý vào năm 1973, song cuộc trưng cầu này có tranh cãi. Primitivo Mijares, tác giả của sách The Conjugal Dictatorship, cáo buộc rằng không thể có bất kỳ cuộc trưng cầu dân ý hợp pháp nào được tổ chức từ 10 đến 15 tháng 1 năm 1973 do 35.000 hội đồng của công dân chưa từng họp và rằng bỏ phiếu tại các khu tự quản thực hiện bằng cách giơ tay.
Do Marcos bị cấm tranh cử nhiệm kỳ tổng thống thứ ba vào năm 1973, có cáo buộc rằng ông ban hành thiết quân luật để kéo dài thời gian tại vị của mình. Rigoberto Tiglao, cựu thư ký báo chí và cựu phần tử cộng sản bị tống giam trong thiết quân luật, lập luận rằng các đảng tự do và cộng sản kích thích việc áp đặt thiết quân luật. Một hội nghị lập hiến được triệu tập vào năm 1970 nhằm thay thế hiến pháp năm 1935 từ thời Thịnh vượng chung, tiếp tục công việc lập khung hiến pháp mới sau khi tuyên bố thiết quân luật. Hiến pháp mới có hiệu lực vào đầu năm 1973, đổi hình thức chính phủ từ thể chế tổng thống chế sang thể chế nghị viện và cho phép Marcos giữ quyền lực sau năm 1973. Hiến pháp được 95% cử tri phê chuẩn trong một cuộc bỏ phiếu phổ thông.
Thông qua sắc lệnh này và việc sau đó nó được cử tri tán thành, Marcos giành được quyền lực khẩn cấp khiến ông kiểm soát hoàn toàn quân sự của Philippines và có quyền lực đàn áp và bãi bỏ tự do ngôn luận, tự do báo chí và nhiều quyền tự do dân sự khác. Marcos cũng bãi bỏ Quốc hội Philippines và đóng cửa các tổ chức truyền thông chỉ trích chính phủ Marcos.
Marcos cũng ra lệnh lập tức bắt giữ các đối thủ chính trị và người chỉ trích ông. Trong số người bị bắt có Chủ tịch Thượng nghị viện Jovito Salonga, Thượng nghị sĩ Jose Diokno, và Thượng nghị sĩ Benigno Aquino Jr.- người bị Marcos liên kết với cộng sản và là người phái đối lập chuẩn bị để kế nhiệm Marcos sau bầu cử năm 1973. Ngày 25 tháng 11 năm 1977, Ủy ban Quân sự buộc tội Aquino cùng với hai đồng bị cáo của ông là các thủ lĩnh Quân đội Nhân dân Mới Bernabe Buscayno và Victor Corpuz, phạm phải mọi cáo buộc và tuyên án xử bắn. Trong khi các cuộc phỏng vấn với các cựu thủ lĩnh cộng sản tiết lộ rằng Aquino cung cấp cho cộng sản vũ khí, khu vực huấn luyện và nơi tạm trú để lật đổ Marcos, ông bác bỏ bản thân là một thủ lĩnh cộng sản hay một phần tử cộng sản. Trong bài phát biểu chưa được công bố của ông khi trở về từ Hoa Kỳ vào ngày 21 tháng 8 năm 1983, Aquino nói rằng "Tôi bị tuyên án tử vì bị cho là thủ lĩnh cộng sản hàng đầu. Tôi không phải là người cộng sản, chưa từng và sẽ không bao giờ." 
Năm 1978, trong khi vẫn ở trong tù, Aquino thành lập chính đảng Lakas ng Bayan (viết tắt "LABAN"; nghĩa là quyền lực của nhân dân) để chạy đua chức vụ trong Batasang Pambansa (Nghị viện) lâm thời. Toàn bộ ứng cử viên của LABAN thất cử, trong đó có bản thân Ninoy và Alex Boncayao, một người về sau liên kết với Nhóm sát thủ cộng sản Philippines là Lữ đoàn Alex Boncayao.
Trên thực tế toàn bộ đối thủ chính trị của Marcos đã bị bắt giữ và sống lưu vong, tuyên bố thiết quân luật phủ đầu của Marcos vào năm 1972 và cử tri phê chuẩn hiến pháp mới cho phép Marcos hợp pháp hóa hữu hiệu chính phủ của mình và giữ quyền lực thêm 14 năm sau hai nhiệm kỳ tổng thống ban đầu. Trong bối cảnh Chiến tranh Lạnh, Marcos duy trì sự ủng hộ của Hoa Kỳ nhờ cam kết đánh dẹp chủ nghĩa cộng sản tại Philippines và đảm bảo Hoa Kỳ được tiếp tục sử dụng các căn cứ lục quân và hải quân tại Philippines.

## Ám sát Ninoy Aquino
Bất chấp cảnh bảo từ các nhóm quân sự và thân Marcos khác, Ninoy Aquino quyết tâm trở về Philippines. Đương thời, hộ chiếu của Ninoy đã hết hạn và việc thay mới bị bác bỏ. Ninoy do đó lấy một hộ chiếu giả với giúp đỡ từ Rashid Lucman, là người sáng lập Phong trào Giải phóng Bangsamoro, đào tạo khoảng 30.000 quân du kích Bangsamoro và cử 90 quân du kích đến Malaysia để đào tạo chiến tranh du kích dưới trướng Quân đội Malaysia và Trung đoàn Gurkha.
Ngày 21 tháng 8 năm 1983, sau ba năm sống lưu vong tại Hoa Kỳ, Aquino bị ám sát sau khi xuống một chuyến bay thương mại của Đài Loan tại Sân bay quốc tế Manila. Vụ ám sát gây sửng sốt và xúc phạm nhiều người Philippines, hầu hết họ mất tin tưởng vào chính phủ Marcos. Sự kiện khiến gia tăng nghi ngờ đối với chính phủ, khiến quần chúng bất hợp tác và cuối cùng dẫn đến bất phục tùng dân sự hoàn toàn. Nó cũng làm náo động chính phủ Marcos, vốn dĩ khi đó suy yếu một phần do sức khỏe Marcos yếu đi và cuối cùng mắc bệnh hiểm nghèo.
Sự kiện ám sát Ninoy Aquino khiến kinh tế Philippines càng xấu đi, chính phủ chìm sâu trong nợ. Đến cuối năm 1983, Philippines trong tình trạng suy thoái kinh tế, giảm 6.8%.
Năm 1984, Marcos bổ nhiệm một ủy ban do Chánh án Enrique Fernando đứng đầu để tiến hành điều tra về sự kiện ám sát Aquino. Bất chấp kết luận của ủy ban, Tổng giám mục Manila là Jaime Sin bác bỏ một đề xuất tham gia ủy ban và bác bỏ quan điểm của chính phủ về sự kiện ám sát.
Pablo Martinez là một trong các phần tử bị kết tội trong sự kiện ám sát Ninoy Aquino Jr. thú nhận rằng người thân của Ninoy Aquino Jr. là Danding Cojuangco, họ hàng của vợ ông Corazon Cojuangco Aquino, là người ra lệnh ám sát Ninoy Aquino Jr. trong khi Marcos đang hồi phục sau khi cấy ghép thận.

## Kêu gọi bầu cử
Ngày 3 tháng 11 năm 1985, sau khi có áp lực từ chính phủ Hoa Kỳ, Marcos bất ngờ công bố rằng một cuộc bầu cử tổng thống sẽ diễn ra trong năm sau, tức là trước một năm sau với kế hoạch, để hợp pháp quyền kiểm soát của ông. Cuộc bầu cử được hợp pháp hóa khi quốc hội do Marcos kiểm soát thông qua Luật Quốc gia số 883.
Phong trào phản kháng ngày gia tăng khuyến khích góa phụ của Ninoy Aquino là Corazon Aquino tranh cử tổng thống. Thủ lĩnh Đối lập Thống nhất (UNIDO) là, Salvador Laurel trước đó đệ đơn làm ứng cử viên chính thức của UNIDO trong bầu cử tổng thống, song ông nhường lại cho Cory theo một thỏa hiệp chính trị mà sau này Cory không giữ lời khi đắc cử. Theo nhật ký của Salvador Laurel, Cory đề xuất rằng Laurel sẽ là thủ tướng, rằng bà sẽ từ chức sau hai năm, rằng Laurel sẽ bổ nhiệm 30% trong nội các còn bà sẽ bổ nhiệm 70% còn lại. Salvador Laurel cuối cùng là người đồng tranh cử với Cory Aquino cho chức phó tổng thống. Marcos vận động tái cử, với Arturo Tolentino là người đồng tranh cử dưới danh nghĩa đảng Kilusang Bagong Lipunan (KBL).

## Bầu cử 1986
Bầu cử được tiến hành vào ngày 7 tháng 2 năm 1986. Ủy ban Bầu cử (COMELEC) tuyên bố Marcos giành chiến thắng. Kết quả kiểm phiếu chung cuộc của COMELEC cho rằng Marcos chiến thắng với 10.807.197 phiếu so với 9.291.761 phiếu của Corazon Aquino. Tuy nhiên, dựa trên công bố kết quả của 70% khu vực tuyển cử, Phong trào Quốc gia vì Bầu cử Tự do (NAMFREL) thì cho rằng Aquino giành chiến thắng với 7.835.070 phiếu so với 7.053.068 phiếu của Marcos.
Việc tiến hành bầu cử bị ảnh hưởng do các tường thuật phổ biến về bạo lực và giả mạo kết quả bầu cử, mà đỉnh điểm là việc 35 kỹ thuật viên máy tính COMELEC đình công để phản đối các thao tác có chủ ý kết quả bầu cử chính thức để có lợi cho Ferdinand Marcos. Cuộc đình công được nhận định là một trong các "tia lửa" ban đầu của Cách mạng Quyền lực Nhân dân.
Do các báo cáo về cáo buộc gian lận, Hội đồng Giám mục Công giáo Philippines (CBCP) thông qua Tổng giám mục Ricardo Vidal ban hành một tuyên bố chỉ trích bầu cử. Thượng nghị viện Hoa Kỳ cũng thông qua một nghị quyết có chỉ trích tương tự. Tổng thống Hoa Kỳ Ronald Reagan ra tuyên bố gọi các báo cáo gian lận là "đáng lo ngại" song ông nói rằng tồn tại gian lận "trong cả hai phía" trong bầu cử Philippines. Đáp lại các phản đối, COMELEC tuyên bố Marcos chiến thắng với 53% số phiếu trước Aquino. Tuy nhiên, NAMFREL lại cho rằng Aquino giành chiến thắng trước Marcos với 52% số phiếu.
Ngày 15 tháng 2, Marcos được COMELEC và Batasang Pambansa tuyên bố giành chiến thắng trong lúc có tranh cãi. Toàn bộ 50 thành viên đối lập trong Nghị viện đình công nhằm phản đối. Người dân Philippines từ chối chấp thuận kết quả, quả quyết rằng rằng Aquino là người chiến thắng thực sự. Cả hai "người chiến thắng" đều tuyên thệ nhậm chức tại hai địa điểm khác nhau, trong đó Aquino giành được ủng hộ lớn hơn của quần chúng. Aquino cũng kêu gọi đình công có phối hợp và tẩy chay hàng loạt các cơ quan truyền thông và doanh nghiệp do bạn thân của Marcos sở hữu. Do đó, nhiều ngân hàng, tập đoàn và cơ quan truyền thông bị ảnh hưởng nặng, và phần của họ trên thị trường chứng khoán rơi xuống mức kỷ lục.
Bất chấp nhận thức phổ biến rằng Marcos gian lận bầu cử, một số người cho rằng Marcos là người bị gian lận bởi NAMFREL do số phiếu tại khu vực miền bắc vốn là thành trì của ông được chuyển đến rất muộn tại trung tâm lập bảng. Số phiếu tại vùng Ilocos đủ để áp đảo thế dẫn trước của Cory tại Metro Manila và các địa phương khác. Cựu phóng viên của tạp chí Asiaweek là Tony Lopez nói rằng sau khi Cory nắm quyền tổng thống, NAMFREL tiến hành kiểm lại phiếu bầu bầu cử. Kết quả kiểm phiếu vẫn cho thấy Marcos là người chiến thắng thực sự song chỉ dẫn trước 800.000 phiếu.
Tổng giám mục Vidal sau kết quả bầu cử đã ra tuyên bố nhân danh giáo sĩ Giáo hội Philippines nói rằng "một chính phủ không tự mình sửa chữa cái xấu họ gây ra cho nhân dân thì đó là một nghĩa vụ đạo đức quan trọng của chúng tôi do là người để nó như vậy." Tuyên bố cũng yêu cầu "mọi thành viên trung thành của Giáo hội, mọi cộng đồng tín hữu, hình thành phán đoán của họ về bỏ phiếu ngày 7 tháng 2" và nói với tất cả người Philippines, "Hiện là lúc cất tiếng. Hiện là lúc sửa sai. Sai trái được sắp xếp có tổ chức. Do đó phải sửa chữa nó. Tuy nhiên trong bản thân bầu cử, vốn phụ thuộc hoàn toàn vào người dân; dựa trên điều họ ước muốn và sẵn sàng thực hiện."

## Sự kiện

### Đảo chính nửa chừng
Trước các sai phạm bầu cử rõ ràng, Phong trào Cải cách Lực lượng Vũ trang khở xướng một âm mưu đảo chính Marcos. Kế hoạch ban đầu là để một đội tấn công Cung điện Malacañan và bắt giữ Ferdinand Marcos. Các đơn vị quân sự khác sẽ chiếm giữ các hạ tầng chiến lược trọng yếu, như sân bay, căn cứ quân sự, hay các giao lộ chính nhằm hạn chế binh sĩ thân Marcos phản công. Gregorio Honasan lãnh đạo đội quân chuẩn bị tấn công Cung điện Malacañan.
Tuy nhiên, sau khi Marcos biết về âm mưu, ông ra lệnh bắt giữ những người đứng đầu, và đưa ra trước báo chí quốc tế và địa phương một số người lập mưu bị bắt giữ, Thiếu tá Saulito Aromin và Thiếu tá Edgardo Doromal.
Bị đe dọa sẽ bị tống giam, Bộ trưởng Quốc phòng Enrile và những người đồng mưu quyết định yêu cầu giúp đỡ từ Phó Tổng tham mưu trưởng là Trung tướng Fidel Ramos, cũng là người đứng đầu Cảnh sát Philippines. Ramos đồng ý từ chức và ủng hộ những người lập mưu. Enrile cũng tiếp xúc với Tổng giám mục Manila Jaime Sin có ảnh hưởng lớn nhằm tìm kiếm ủng hộ.
Vào lúc 6:30 tối ngày 22 tháng 2, Enrile và Ramos tổ chức họp báo tại Trại Aguinaldo, tại đó họ tuyên bố rằng mình từ bỏ các chức vụ trong nội các của Marcos và đã rút lại ủng hộ cho chính phủ. Bản thân Marcos sau đó tiến hành họp báo riêng kêu gọi Enrile và Ramos đầu hàng, thúc giục họ "dừng trò ngu ngốc này."
Sau khi Tổng giám mục Vidal chỉ trích kết quả gian lận bầu cử, một thông điệp được phát trên Đài phát thanh Veritas vào khoảng 9 giờ tối, Tổng giám mục Sin hô hào người Philippines tại thủ đô giúp đỡ các thủ lĩnh nổi loạn bằng cách đi đến phần đường EDSA giữa Trại Crame và Trại Aguinaldo và thể hiện hỗ trợ về tình cảm, thực phẩm và tiếp tế khác. Đối với nhiều người đây dường như là một quyết định không thận trọng do thường dân không thể tránh khỏi việc bị quân đọi chính phủ giải tán. Nhiều người vẫn kéo đến EDSA, đặc biệt là linh mục và nữ tu.
Đài phát thanh Veritas đóng một vai trò quyết định trong khởi nghĩa quần chúng. Cựu Chủ tịch Đại học Philippines Francisco Nemenzo nói rằng: "Không có Đài phát thanh Veritas, thì sẽ khó khăn và thậm chí là không thể huy động hàng triệu người trong khoảng vài giờ." Tương tự, một số tường thuật về sự kiện nói rằng: "Đài phát thanh Veritas trên thực tế là dây rốn của chúng tôi để cho bất kỳ điều gì khác diễn ra."

### Quần chúng tăng cường ủng hộ

Trong lúc cao điểm của cách mạng, ước tính có ba trăm đến năm trăm nghìn người lấp kín một đoàn dài đại lộ EDSA.

Bình minh Chủ Nhật, binh sĩ chính phủ đến phá dỡ máy phát chính của Đài phát thanh Veritas, cắt chương trình phát đến người dân tại các tỉnh. Đài chuyển sang một máy phát dự phòng có quy mô phát sóng hạn chế. Đài trở thành mục tiêu do nó tỏ ra là một công cụ thông tin có giá trị đối với những người ủng hộ lực lượng chống đối, cho họ thông tin về di chuyển của binh sĩ chính phủ và chuyển tiếp các thỉnh cầu về thực phẩm, dược phẩm, và đồ tiếp tế.
Nhân dân vẫn đổ ra đại lộ EDSA và cuối cùng quy mô lên đến hàng trăm nghìn người không vũ trang. Tâm trạng trên đường phố thực sự rất đình đám, nhiều người đưa theo cả gia đình. Những người biểu diễn giải trí cho đám đông, các nữ tu và linh mục dẫn đầu các buổi cầu nguyện, và người dân đặt các chướng ngại vật và các bao cát, cây và xe cộ tạm thời tại một số địa điểm dọc đại lộ EDSA và các phố giao cắt như Santolan và Ortigas. Người dân khắp nơi nghe Đài phát thanh Veritas bằng máy thu thanh của họ. Một số nhóm hát Bayan Ko (quê tôi), là bài ca ái quốc của phái đối lập từ 1980. Mọi người thường xuyên thể hiện ký hiệu 'LABAN', là một chữ "L" tạo thành từ ngón cái và ngón trỏ. 'Laban' là một từ trong tiếng Tagalog nghĩa là 'đấu tranh', song cũng là viết tắt của Lakas ng Bayan, tức đảng của Ninoy Aquino.
Sau bữa trưa ngày 23 tháng 2, Enrile và Ramos quyết định củng cố vị trí của họ. Enrile vượt đại lộ EDSA từ Trại Aguinaldo đến Trại Crame trong tiếng hoan hô của đám đông.
Đến giữa buổi chiều, Đài phát thanh Veritas chuyển tiếp các báo cáo về việc thủy quân lục chiến tập trung gần các trại tại phía đông và các xe tăng LVT-5 đang tiến đến gần từ phía bắc và phía nam. Đạo quân thủy quân lục chiến có xe tăng và xe bọc thép dừng lại dọc Đại lộ Ortigas, khoảng 2 km từ các trại, với hàng chục nghìn người. Các nữ tu cầm chuỗi tràng hạt quỳ trước xe tăng và mọi người nam nữ nối tay nhau để ngăn binh sĩ. Chuẩn tướng Artemio Tadiar yêu cầu đám đông tránh ra, song họ không nhúc nhích. Cuối cùng, các binh sĩ rút lui mà không nổ súng.
Đến tối, máy phát dự phòng của Đài phát thanh Veritas bị hỏng. Ngay sau nửa đêm, các nhân viên có thể đi đến một trạm khác để bắt đầu phát sóng từ một địa điểm bí mật với biệt danh "Radyo Bandido" (Đài cấm, nay là DZRJ-AM). June Keithley cùng với Angelo Castro, Jr. là các phát thanh viên liên tục trên Đài phát thanh Veritas trong suốt đêm và các ngày còn lại.

### Tiếp tục đào tẩu quân sự
Bình minh ngày Thứ Hai, 24 tháng 2, xảy ra cuộc chạm trán nghiêm trọng đầu tiên giữa với các binh sĩ chính phủ. Thủy quân lục chiến hành quân từ Libis, tại phía đông, bắn hơi cay vào những người kháng nghị khiến họ nhanh chóng giải tán. Khoảng 3.000 binh sĩ thủy quân lục chiến sau đó tiến vào và chiếm giữ phần phía đông của Trại Aguinaldo.
Sau đó, các trực thăng của Không quân Philippines dưới quyền Thượng tá Antonio Sotelo được lệnh từ Sangley Point tại Cavite (về phía nam Manila) hướng đến Trại Crame. Phi đội đã bí mật đào tẩu từ trước nên họ quay sang tấn công Trại Crame, đổ bộ lên đó và được đám đông hoan hô.
Một chiếc trực thăng Bell 214 do thuộc Phi đội 205 và một chiếc máy bay Sikorsky S-76 của Phi đội đặc công 20 tham gia phiến quân từ trước đó. Việc có những chiếc trực thăng làm tăng chí khí của Enrile và Ramos, họ liên tục khuyến khích các đồng đội tham gia phong trào đối lập. Vào buổi chiều, Corazon Aquino đến căn cứ nơi Enrile, Ramos, các sĩ quan RAM và một đám đông đang chờ.

### Chiếm giữ kênh 4
Khoảng thời gian này, June Keithley nhận được báo cáo rằng Marcos đã rời Cung điện Malacañang và phát thanh tin này đến mọi người trên đại lộ EDSA. Đám đông liền tán dương và thậm chí là Ramos và Enrile đi từ Crame đến xuất hiện trước đám đông. Tuy nhiên niềm hân hoan kéo dài ngắn ngủi khi Marcos sau đó xuất hiện trên kênh truyền hình 4 do chính phủ kiểm soát, (sử dụng hạ tầng tịch thu của ABS-CBN) tuyên bố rằng ông không từ chức. Sau đó người ta suy đoán rằng báo cáo sai sự thật là một động thái có tính toán chống lại Marcos để khuyến khích thêm việc đào tẩu.
Trong khi phát sóng điều này, Kênh 4 đột nhiên mất sóng. Một đạo quân của phiến quân dưới quyền Thượng tá Mariano Santiago đã chiếm được đài. Kênh 4 phát sóng trở lại sau buổi trưa, khi Orly Punzalan tuyên bố trên truyền hình trực tế là "Kênh 4 lại lên sóng để phục vụ nhân dân." Đến lúc này, đám đông tại đại lộ EDSA đã tăng lên hơn một triệu. (Một số ước tính cho là hai triệu.)
Việc phát sóng này được nhìn nhận là "sự trở lại" của ABS-CBN trên sóng truyền hình do là thời điểm các cựu nhân viên của ABS-CBN vào trong tổ hợp sau 14 đóng cửa từ khi Marcos chiếm giữ đài theo Thiết quân luật 1972. Đài Phát thanh Bandido kết thúc phát sóng chiều hôm đó, trong khi Đài Phát thanh Veritas khôi phục truyền dẫn, lần này là từ xưởng phát thanh của Trung tâm Phát thanh-Truyền hình ABS-CBN.
Đến cuối buổi chiều, máy bay trực thăng của phiến quân tấn công Sân bay Villamor, phá hủy khu vực hàng không cho tổng thống. Một chiếc máy bay trực thăng khác bay đến Malacañang, bắn một tên lửa gây thiệt hại nhỏ. Sau đó, hầu hết sĩ quan vốn tốt nghiệp từ Học viện Quân sự Philippines (PMA) đào tẩu. Đa số lực lượng vũ trang đã đổi phe.

### Hai lễ nhậm chức

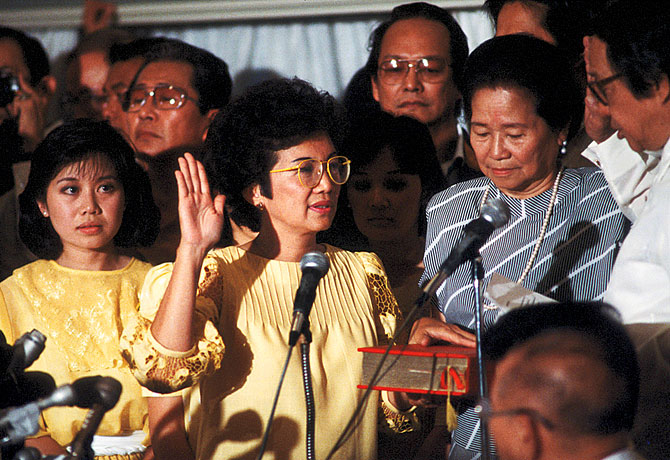
Corazon Aquino nhậm chức tổng thống Philippines vào ngày 25 tháng 2 năm 1986 tại Sampaguita Hall (nay là Kalayaan Hall).

Vào sáng Thứ Ba, ngày 25 tháng 2, vào khoảng 7 giờ sáng, một xung đột nhỏ diễn ra giữa các binh sĩ chính phủ trung thành và những người cải cách. Các tay súng bắn tỉa đóng trên đỉnh tòa tháp Kênh 9 do chính phủ kiểm soát, gần Kênh 4, bắt đầu bắn vào những người cải cách. Nhiều binh sĩ phiến quân xông đến đài, và một máy bay trực thăng S-76 của phiến quân sau đó bắn các tay súng bắn tỏa trên tháp truyền hình. Các binh sĩ rời đi sau khi một chiếc V-150 bị đám đông tụ tập chặn lại.
Cũng trong sáng hôm đó, Corazon Aquino nhậm chức làm tổng thống của Philippines trong một buổi lễ đơn giản tại Club Filipino tại Greenhills, cách khoảng một km từ Trại Crame. Bà tuyên thệ cùng với Phó Tổng thống Laurel. Người giữ cuốn Kinh Thánh mà Aquino đọc tuyên thệ là Aurora Aquino, mẹ của Ninoy Aquino. Tham dự buổi lễ có Ramos, người về sau được thăng làm tướng, Enrile, và các chính trị gia khác.
Bên ngoài Club Filipino, tất cả đường đến EDSA, hàng trăm người hoan hô và ca tụng. Bayan Ko (Nước tôi, một bài hát dân gian phổ biến và là quốc ca phi chính thức của cuộc kháng nghị) được hát lên sau khi Aquino tuyên thệ. Nhiều người mặc áo vàng, là màu chiến dịch tranh cử tổng thống của Aquino.
Một tiếng sau đó, Marcos tổ chức nhậm chức tại Cung điện Malacañang. Các thường dân trung thành tập trung tại buổi lễ, reo hò "Marcos, Marcos, Marcos pa rin! (Marcos, Marcos, vẫn là Marcos!)". Trên ban công Cung điện, Marcos tiến hành tuyên thệ nhậm chức, được phát sóng trên IBC-13 và GMA-7. Không có quan chức ngoại quốc được mời nào đến dự buổi lễ, vì lý do an ninh. Vợ chồng Marcos cuối cùng xuất hiện tại ban công trước 3.000 người trung thành đang reo lên "Bắt lấy lũ rắn!" Việc phát sóng sự kiện bị gián đoạn do phiến quân chiếm giữ thành công các đài khác.
Đến lúc này, hàng trăm người đã tập hợp tại các chướng ngại vật dọc phố Mendiola, chỉ cách một trăm mét từ Malacañang. Họ bị các binh sĩ chính phủ trung thành ngăn chặn đột kích cung điện. Những người kháng nghị giận dữ được các linh mục hạ nhiệt bằng cánh báo không dùng bạo lực.

### Marcos lưu vong
Lúc 3:00  chiều (EST) ngày Thứ Hai, Tổng thống Marcos gọi điện cho Thượng nghị sĩ Hoa Kỳ Paul Laxalt, thình cầu khuyến nghị từ Nhà Trắng. Laxalt khuyến nghị ông rằng "chuồn và chuồn ngay", Marcos biểu thị thất vọng sau một lúc tạm ngừng. Đến chiều, Marcos nói với Enrile, yêu cầu hành lang an toàn cho ông, gia đình và đồng minh thân cận như Tướng Ver.
Đến nửa đêm giờ địa phương, gia đình Marcos lên một chiếc máy bay trực thăng HH-3E Rescue của Không lực Hoa Kỳ và bay đến Căn cứ Không quân Clark thuộc Thành phố Angeles cách 83 km về phía bắc của Manila.
Tại Căn cứ Không quân Clark, Marcos yêu cầu giành vài ngày với gia đình tại tỉnh nhà Ilocos Norte. Aquino bác bỏ yêu cầu. Tổng thống Reagan chế nhạo riêng tư Cory Aquino về việc từ chối cho Marcos nhìn tỉnh quê hương lần cuối cùng.
Đệ nhất gia đình bị phế truất và người giúp việc của họ sau đó đi trên các máy bay DC-9 Medivac và C-141B của Không lực Hoa Kỳ đến Căn cứ Không quân Andersen tại Guam, rồi đến Căn cứ Không quân Hickam tại Hawaii, là điểm đến cuối cùng của Marcos vào ngày 26 tháng 2. Chính phủ Hoa Kỳ cung cấp tư liệu rằng họ đến Hoa Kỳ cùng hàng triệu dollar kim cương, vàng, cổ phiếu và tiền mặt 
Khi tin tức gia đình Marcos đi lưu vong đến với quần chúng, nhiều người vui mừng và nhảy múa trên đường phố. Trên phố Mendiola, những người kháng nghị xông vào Cung điện, là nơi đóng cửa với thường dân trong vòng một thập niên trước đó. Mặc dù một số người biểu tình giận dữ có hành vi cướp phá, song đa số đi lang thang qua các phòng, nhìn các đồ vật phung phí và trần tục mà gia tộc Marcos và chính quyền của họ để lại.
Tại các quốc gia khác, người dân cũng vui mừng và chúc mừng những người Philippines mà họ biết. Bob Simon của CBS tường thuật: "Người Mỹ chúng tôi thích cho rằng mình dạy cho người Philippines về dân chủ. Vâng, tối nay họ đang dạy cho thế giới." 
Một số tác giả nói rằng Marcos đã ngăn chặn nội chiến tương tự như Nội chiến Syria bằng việc từ chối sử dụng súng bất chấp ý kiến của các tướng lĩnh cấp cao, và bằng việc chấp thuận từ chức trong cách mạng EDSA. Nhà Trắng nói rằng "Bằng việc dời Philippines tại một thời điểm nguy cấp trong lịch sử quốc gia mình, Ngài Marcos đã cho phép chuyển đổi hòa bình đến nền cai trị của nhân dân, dân chủ."

## Sau Cách mạng
Ngay sau khi nhậm chức tổng thống,Corazon Aquino ban hành sắc lệnh thành lập một chính phủ cách mạng. Aquino đơn phương bãi bỏ nghị viện Batasang Pambansa được bầu cử hợp lệ vào năm 1984. Bà bãi bỏ hiến pháp năm 1973 có hiệu lực trong thời kỳ thiết quân luật, thay và đó ban hành Hiến pháp Tự do 1986 lâm thời, trong khi chờ nhân dân phê chuẩn hiến pháp mới. Điều này cho phép Aquino thi hành cả quyền lực hành pháp và lập pháp cho đến khi phê chuẩn hiến pháp mới và thành lập nghị viện mới vào năm 1987. Aquino cũng loại bỏ một số quan chức chính phủ bị nhận định là những người trung thành với chính phủ Marcos và bổ nhiệm các thành viên nội các cùng các sĩ quan sẽ trung thành với chính phủ hiện tại.
Việc thành lập chính phủ mới gặp phải chỉ trích trong những người đương thời của Cory Aquino. Thẩm phán Tòa án tối cao Cecilia Muñoz-Palma kịch liệt phản đối động thái với lý do, "gọi là chính phủ "cách mạng" và bãi bỏ Batasan Pambansa là cư xử không tốt hơn Độc tài Marcos". Homobono Adaza, người môi giới cho Đối lập Dân chủ Đoàn kết (UNIDO) ủng hộ Aquino, chỉ trích Cory vì phản bộ thỏa thuận của liên minh chính trị UNIDO rằng kiểu chính phủ của Marcos sẽ được tiếp tục và rằng Cory sẽ chỉ là một tổng thống về nghi lễ. Ông cũng nói Cory thiếu kinh nghiệm cho chức vụ tổng thống, rằng "mọi người biết rằng Cory không có kiến thức về cách điều hành quốc gia, và bà thừa nhận điều đó."  Một lá thư của cựu bộ trưởng ngoại giao và cựu phó tổng thống Salvador Laure, cũng như các chỉ trích sau đó, tường thuật các tranh cãi liên quan đến họ hàng và ban đặc quyền bất công trong chính phủ mới.
Cách mạng có tác động đến các phong trào dân chủ tại những nơi như Đài Loan và Hàn Quốc; các tác động khác bao gồm khôi phục quyền tự do báo chí, bãi bỏ các luật đàn áp dưới một chế độ độc tài, thông qua một hiến pháp mới, và đưa quân đội dưới quyền quản lý dân sự, bất chấp một số nỗ lực đảo chính trong nhiệm kỳ của Aquino.
Cách mạng tạo điều kiện cho khôi phục các tổ chức dân chủ sau ba mươi năm cai trị độc tài và các tổ chức này được các nhóm khác nhau sử dụng để thách thức các gia đình chính trị cố hữu và để tăng cường chế độ dân chủ Philippines.

## Di sản
Cách mạng EDSA được kỷ niệm với vị thế ngày lễ công cộng chính thức tại Philippines. Kể từ năm 2010, ngày lễ là một ngày nghỉ làm việc đặc biệt.
Tham nhũng tràn lan trong nhiệm kỳ của Tổng thống Joseph Estrada dẫn đến Cách mạng EDSA 2001 tương tự khiến ông phải từ chức tổng thống.